# Haller-Bauer-Reaktion
Die Haller-Bauer-Reaktion ist eine Namensreaktion der Organischen Chemie und wurde 1908 von den Chemikern Albin Haller (1849–1925) und E. Bauer entdeckt. Sie ist eine Spaltung von nicht enolisierbaren Ketonen in Alkan und Carbonsäureamid, weshalb die Reaktion auch unter Haller-Bauer-Spaltung bekannt ist.

## Übersichtsreaktion
1908 entdeckten Haller und Bauer, dass Benzophenon durch die Zugabe von Natriumamid NaNH2 als Base und anschließend Wasser als Säure zu Benzamid und Benzol gespalten wird:
Diese Beobachtung führten die beiden Chemiker in weiteren Experimenten aus, so dass die Haller-Bauer-Reaktion für nicht enolisierbare Ketone verallgemeinert werden konnte. Dabei können die Reste R1, R2, und R3 alle gleich oder unterschiedlich sein und zum Beispiel aus Alkyl- und/oder Arylgruppen bestehen. Der Rest R ist in den meisten Fällen eine Arylgruppe. Es ist wichtig, zu wissen, wie der jeweilige Rest die Stabilität des Moleküls beeinflusst, um die gewünschten Reaktionsprodukte zu erhalten. Ist einer der Reste R1 bis R3 zur Stabilisierung von negativer Ladung geeignet, so entsteht bevorzugt aromatisches Carbonsäureamid:
Sind die Reste zur Stabilisierung ungeeignet, so wird ein aromatischer Kohlenwasserstoff entstehen:
Bei optisch aktiven Edukten verläuft die Reaktion unter Erhaltung der Konfiguration.

## Mechanismus
Der Mechanismus ist nicht vollständig erforscht worden, kann aber am Beispiel der Spaltung von Benzophenon zu Benzamid und Benzol gezeigt werden.
Das Amid-Ion vom Natriumamid greift das Carbonyl-Kohlenstoffatom von Benzophenon 1 an, so dass ein tetraedrisches Intermediat 2 entsteht. Im weiteren Schritt wird ein Phenyl-Anion 3 abgespalten und es entsteht Benzamid (4). Durch wässrige Aufarbeitung wird das Phenyl-Anion neutralisiert und es entsteht das zweite Reaktionsprodukt Benzol (5).